# Sèrie GeForce 40
La sèrie GeForce 40 és una família d'unitats de processament gràfic desenvolupada per Nvidia, succeint a la sèrie GeForce 30. La sèrie es va anunciar el 20 de setembre de 2022 a l'esdeveniment GPU Technology Conference (GTC) 2022; el RTX 4090 es va llançar el 12 d'octubre de 2022, el RTX 4080 de 16 GB es va llançar el 16 de novembre de 2022. El setembre de 2022 es va anunciar un RTX 4080 de 12 GB, però després d'alguna controvèrsia als mitjans, Nvidia va "no llançar". El 5 de gener de 2023, aquest model es llançaria com a RTX 4070 Ti. L'RTX 4070 es va llançar el 13 d'abril de 2023. L'RTX 4060 Ti es va llançar el 24 de maig de 2023 i l'RTX 4060 el 29 de juny de 2023. Un RTX 4060 Ti 16 GB va seguir el 18 de juliol de 2023. Altres models d'aquesta generació de GPU d'escriptori i mòbils es publicaran més tard el 2023.
Les targetes es basen en l'arquitectura Ada Lovelace de Nvidia i inclouen nuclis RT de tercera generació de Nvidia per a traçat de raigs accelerat per maquinari (RTX) i nuclis Tensor de quarta generació centrats en l'aprenentatge profund.

## Detalls
Els aspectes arquitectònics més destacats de l'arquitectura d'Ada Lovelace inclouen els següents:
- Capacitat de càlcul CUDA 8.9
- TSMC 4N procés (dissenyat a mida per a Nvidia) : no s'ha de confondre amb N4
- Nuclis de tensor de quarta generació amb FP8, FP16, bfloat16, TensorFloat-32 (TF32) i acceleració de dispersió
- Nuclis de traçat de raigs de tercera generació, juntament amb traçat de raigs, ombrejat i càlcul simultània
- Reordenació de l'execució d'ombres: ha de ser activada pel desenvolupador
- NVENC dual amb codificació de maquinari de funció fixa AV1 8K 10 bits 60FPS
- Una nova generació d'accelerador de flux òptic per ajudar a la generació intermèdia de trames basada en IA DLSS 3.0
- Sense suport NVLink
- Connexions de pantalla DisplayPort 1.4a i HDMI 2.1
- El rendiment de doble precisió (FP64) dels xips Ada Lovelace és 1/64 del rendiment de precisió única (FP32).

- RTX 4060 i RTX 4060 Ti utilitzen memòria de vídeo GDDR6. La resta de targetes utilitzen memòria de vídeo Micron GDDR6X.

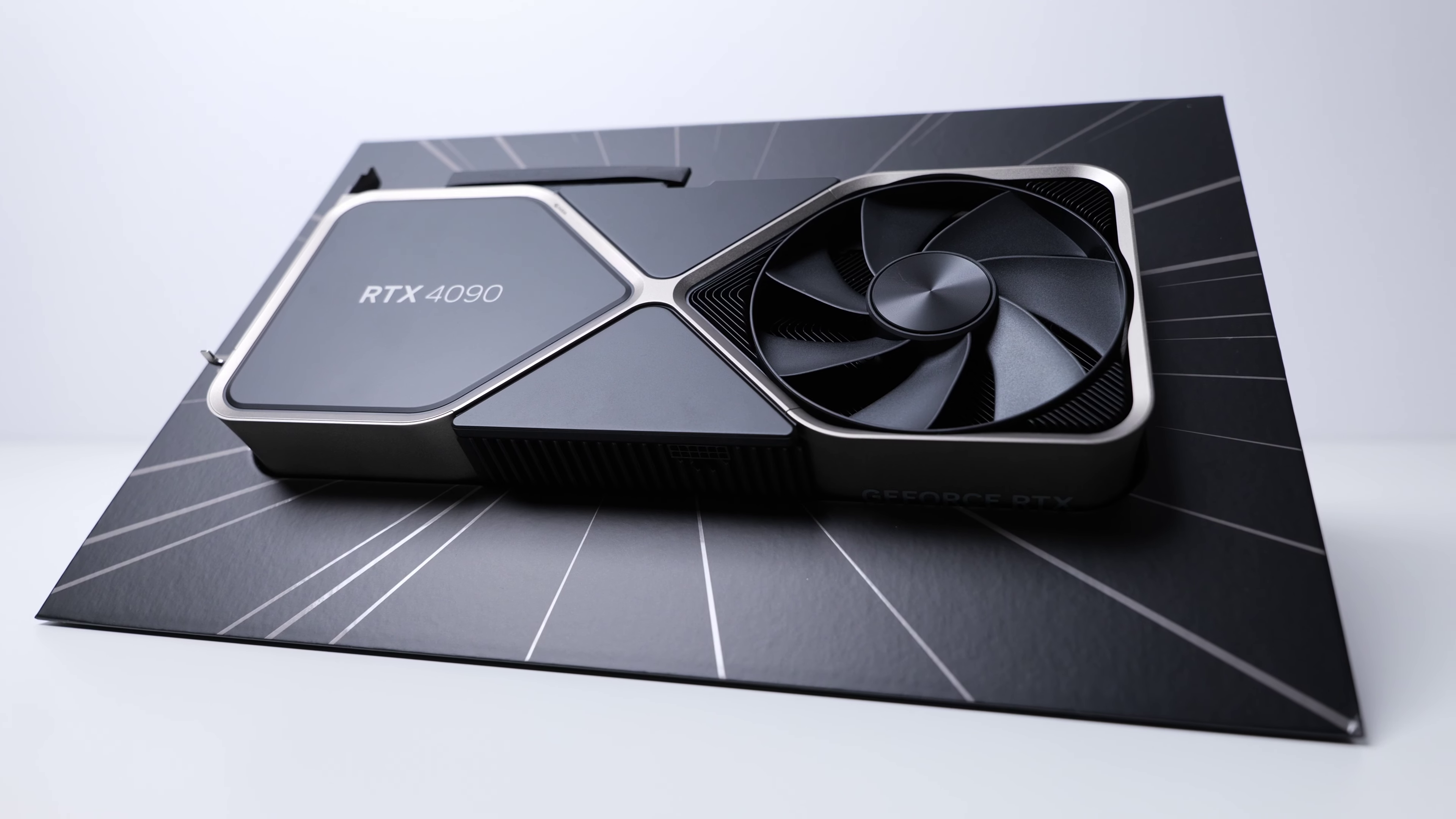
RTX 4090 Founders Edition al seu embalatge

## Recepció

### RTX 4090
Després del llançament, el rendiment de la RTX 4090 va rebre elogis dels revisors, amb Tom's Hardware que va dir que "ara es troba entre les millors targetes gràfiques". Una revisió de PC Gamer li va donar 83/100, anomenant-la "una introducció infernal al tipus de rendiment extrem que pot oferir Ada quan se li dona una llarga corretja". Tom Warren en una ressenya per a The Verge va dir que la RTX 4090 és "una bèstia de targeta gràfica que marca una nova era per als jocs de PC". John Loeffler, de Gamesradar, va escriure que el RTX 4090 ofereix "una millora

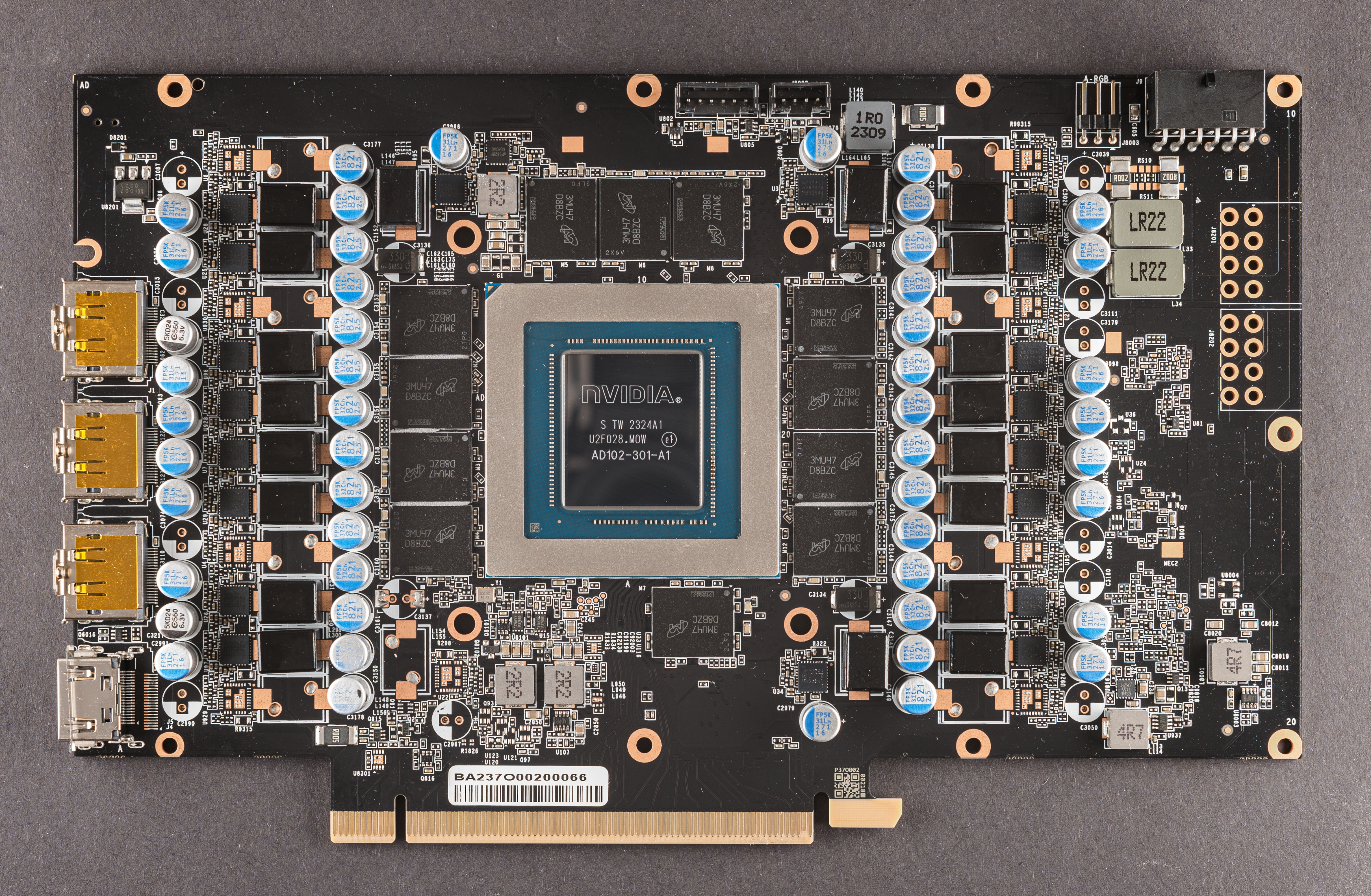
El PCB d'un RTX 4090

increïble de rendiment de generació a generació respecte a l'RTX 3090", "fins i tot fa vergonya la Nvidia GeForce RTX 3090 Ti" i és "massa potent perquè molts jugadors ho facin realment". aprofitar". A part del rendiment dels jocs, la revisió ' PCWorld va destacar els avantatges de l'RTX 4090 per als creadors de contingut i els streamers amb la seva capacitat de codificació de VRAM i AV1 de 24 GB i va ser positiva pel que fa al funcionament silenciós i a la capacitat de refrigeració de la Founders Edition.

### RTX 4080

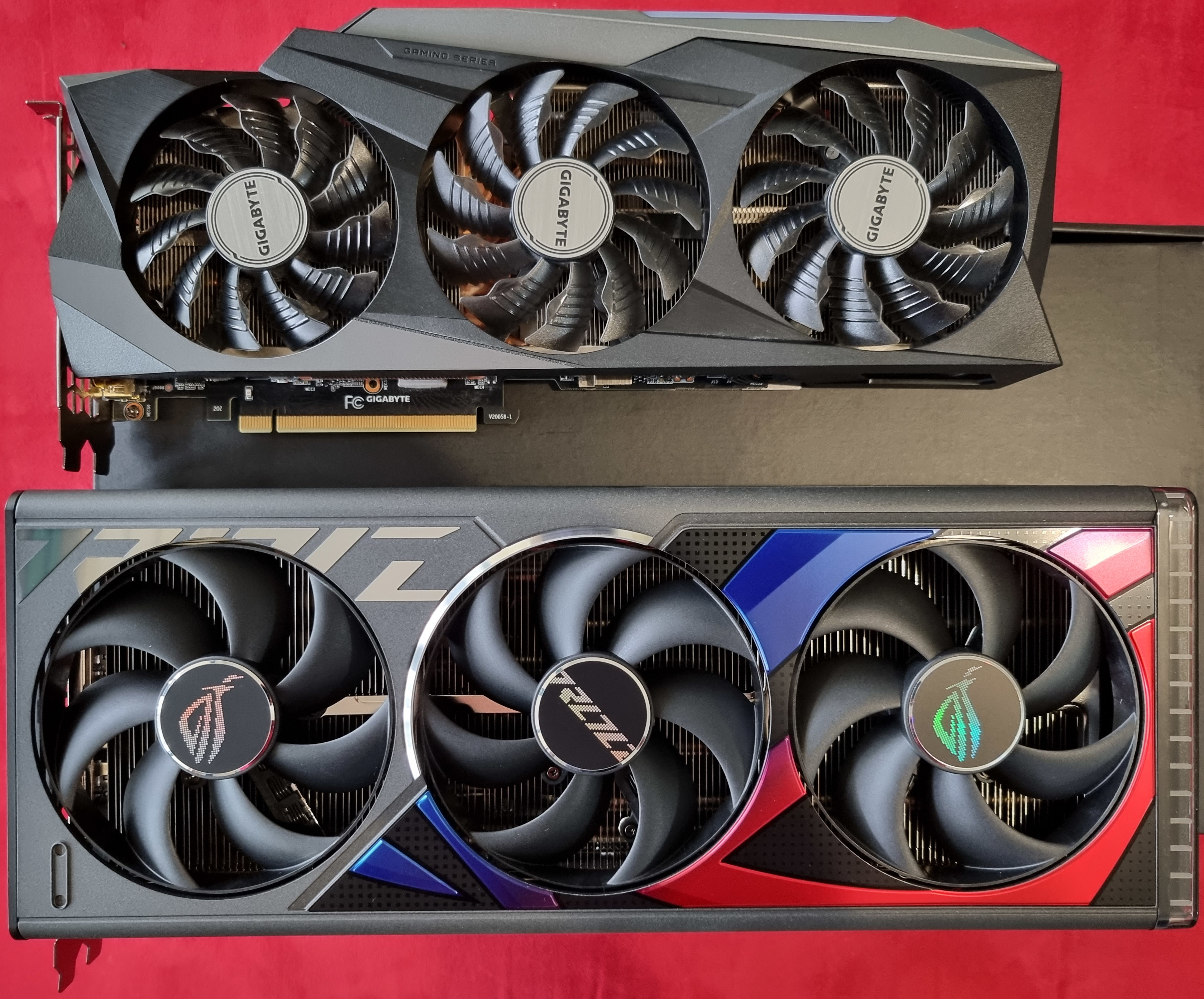
Una variant AIB del mercat secundari de l'RTX 4090 (Asus ROG Strix) a la part inferior, al costat d'un RTX 3090 (Gigabyte Gaming OC) per comparar la mida

El RTX 4080 va rebre crítiques més variades en comparació amb el RTX 4090. TechSpot va donar la puntuació RTX 4080 de 80/100. Antony Leather de Forbes va trobar que el RTX 4080 funcionava millor que el RTX 3090 Ti. L'eficiència energètica de la GPU va ser rebuda positivament amb Digital Trends que va trobar que la GPU tenia una potència mitjana de 271 W malgrat el seu TDP nominal de 320 W.

### RTX 4070 Ti
Després del seu rellançament com a RTX 4070 Ti, la GPU va rebre crítiques diverses. Tot i que es va elogiar el seu bon rendiment tèrmic, 1080p i 1440p, el seu rendiment 4K es considera feble per l'alt preu de 800 dòlars.

### RTX 4070
En el llançament, Jacob Roach de Digital Trends va donar a l'RTX 4070 un 4,5/5, elogiant la seva eficiència, el fet que l'edició del fundador només ocupava dues ranures i el seu bon rendiment de la GPU a 1440p. No obstant això, després del llançament de l'AMD Radeon RX 7800 XT, el competidor directe d'AMD de l'RTX 4070, Monica J. White de Digital Trends va comparar aquest últim amb el RTX 4070 i va dir que recomanaria el 7800 XT sobre el RTX 4070 per millor rendiment de rasterització a 1440p, el fet que el 7800 XT tingués 16 GB de VRAM en comparació amb els 12 GB del RTX 4070 i que el 7800 XT tingués un preu de 100 dòlars més barat.

### RTX 4060 Ti (8 GB i 16 GB)
El RTX 4060 Ti 8GB es va llançar a finals de maig de 2023. Molts revisors i clients van denunciar Nvidia per la manca de memòria de vídeo adequada per al llançament de la targeta, assenyalant que la RTX 3060 de la generació anterior es va llançar amb 12 GB de VRAM. A més, moltes ressenyes van esmentar que una targeta de 8 GB simplement no era suficient per als estàndards moderns, per exemple, Digital Trends diu "Té sentit per al proper RTX 4060, que es llançarà al juliol amb 8 GB de VRAM per 300 dòlars, però no per al RTX de 400 dòlars. 4060 Ti. A aquest preu i rendiment, hauria de tenir 16 GB de memòria, o com a mínim, una mida de bus més gran". Unes setmanes més tard, motivada per la reacció dels consumidors, Nvidia va anunciar que llançaria el RTX 4060 Ti 16 GB el juliol de 2023.

### RTX 4060
Jacob Roach de Digital Trends va donar un 3/5 a la RTX 4060, criticant el mal rendiment de la GPU pel preu, els seus baixos 8 GB de capacitat de VRAM, la interfície de memòria lenta i el seu rendiment a 1440p, tot i que es va elogiar la seva eficiència. Va declarar: "En el passat, la RTX 4060 hauria estat classificada com una GPU de cavall de batalla... La RTX 4060 no arriba a omplir aquest lloc, oferint millores generacionals sòlides però un rendiment competitiu mitjà i confiant en DLSS 3 i el traçat de raigs per trobar el seu valor".